# Movement for Multi-Party Democracy
Movement for Multiparty Democracy (Kürzel MMD, deutsch Bewegung für Mehrparteiendemokratie) ist eine sozialdemokratische politische Partei in Sambia.
Sie wurde ursprünglich gebildet, um die regierende UNIP von Kenneth Kaunda und vor allem ihn selbst an der Macht abzulösen. Durch die Wahlen in Sambia 1991 löste die MMD die UNIP als regierende Partei und Kenneth Kaunda als Präsidenten ab. Die MMD verfügte 1991 bis 2011 über eine absolute Mehrheit in der Nationalversammlung Sambias und stellte erst mit Frederick Chiluba und dann mit Levy Mwanawasa sowie von 2008 bis 2011 mit Rupiah Banda den Präsidenten des Landes. Die MMD war bis zur Parlamentswahl 2011 die dominierende politische Kraft in Sambia.

## Gründung 1990
Ab 1990 wuchs die Opposition gegen das Machtmonopol der UNIP, was zu der Gründung der MMD führte. Nahrungsmittelknappheit und der sich ständig fortsetzende wirtschaftliche Niedergang des Landes, aber auch der Druck internationaler Organisationen wie der Weltbank verlangten neue politische Ansätze. MMD begann als Koalition mit dem Ziel, die UNIP an der Macht abzulösen, und konnte zunehmend eine bemerkenswerte Zahl wichtiger politischer Persönlichkeit für sich gewinnen, darunter Überläufer aus der UNIP und Vertreter der Gewerkschaften.
Die Gründung der MMD markiert den Übergang Sambias zur Dritten Republik. Sie wurzelt in der Bewegung zur Massendemokratie, doch ihr Kern stützt sich auf eine kleine Elite aus der Geschäftswelt, den Gewerkschaften, juristischen Verbänden und Universitäten. Diese Heterogenität macht die MMD wiederum bis heute anfällig für Machtkämpfe und Abspaltungen. Zudem ist die MMD, obwohl sie über Religionen und Ethnien hinweg eine große Mehrheit in Sambia ansprechen kann, in den Städten verwurzelt und hat in ländlichen Gebieten, selbst unter einfachen Leuten, kaum eine Basis. Weiter sollte nicht übersehen werden, dass der internationale Druck hin zu mehr Demokratie eine Konsequenz des Endes des Kalten Krieges war. Kostenträchtige Misswirtschaft konnte nicht mehr geduldet, politischer Einfluss musste neu organisiert werden, was vor allem daran erkennbar wurde, dass die Entwicklungshilfe für Sambia in der Zeit von 1990 bis 1992 sprunghaft anstieg. Es wurden neue Eliten verlangt.
1990 fügte sich Kenneth Kaunda dem inneren und internationalen Druck, indem er ein Referendum über den Einparteienstaat ansetzte. Dies Kalkül ging jedoch nicht auf. Die Opposition hielt an und erzwang die Absetzung des Referendums und einen Verfassungszusatz, der Sambia zu einem Mehrparteienstaat machte.
Sambias erste Wahlen zu Parlament und Präsidentschaft seit 1960 fanden am 31. Oktober 1991 statt. Der Präsidentschaftskandidat der MMD, Frederick Chiluba, konnte mit 81 Prozent der Stimmen seinen Gegner Kenneth Kaunda deklassieren. Dieser Erdrutsch setzte sich mit der Wahl zur Nationalversammlung fort, in denen die MMD 125 von 150 Mandaten gewann und die UNIP 25.

## Die MMD unter Chiluba (1991–2002)
Gegen Ende von Chilubas erster Amtszeit als Präsident 1996 ließen die Bemühungen der MMD um politische Reformen sichtlich nach. Angesichts der anstehenden Neuwahlen gewannen die zentrifugalen Kräfte in der MMD an Kraft und eine Zahl namhafter Politiker verließ die MMD, um neue Parteien zu gründen.
Da sich Chiluba auf eine überwältigende Mehrheit in der Nationalversammlung stützen konnte, setzte er einen Verfassungszusatz durch, der den früheren Präsidenten Kenneth Kaunda und andere prominente Oppositionsführer von der Präsidentschaftswahl 1996 ausschloss. Bei den Wahlen in Sambia 1996 wurde Chiluba als Präsident wiedergewählt und die MMD gewann 131 von 150 Sitzen in der Nationalversammlung. Die UNIP boykottierte diese Wahl und kritisierte, dass durch unseriöse Wählerregistrierung der Wahlausgang schon im Vorfeld manipuliert worden sei. 
Ungeachtet des Boykotts der UNIP verliefen die Wahlen ruhig. Fünf Präsidentschafts- und 600 Parlamentskandidaten von elf Parteien standen zur Wahl. Nach den Wahlen kritisierten einige Oppositionsparteien und Nichtregierungsorganisationen diese als weder frei noch fair. Chiluba trat sein Amt 1997 an, obwohl die Opposition nach wie vor die Wahlergebnisse ablehnte. Doch internationaler Druck wirkte dahin, diese Probleme im politischen Dialog beizulegen.
Anfang 2001 starteten Anhänger Chilubas eine Kampagne, die ihm eine dritte Amtszeit ermöglichen sollte, was eine Verfassungsänderung erfordert hätte. Dies war jedoch aufgrund Widerstands der Gesellschaft, der Opposition und von innerhalb der MMD nicht durchzusetzen.

## Die MMD unter Mwanawasa (bis 2008)
Die Wahlen in Sambia 2001 brachten Levy Mwanawasa aus der MMD mit nur 29,1 Prozent der Stimmen in das Präsidentenamt. Elf Parteien traten an. Es traten verwaltungstechnische Probleme auf und die Opposition verwies auf zahlreiche Unregelmäßigkeiten. Dennoch gewann die MMD 69 der 150 zur Wahl stehenden Mandate.
Drei Parteien reichten Widerspruch beim Obersten Gerichtshof gegen die Wahlergebnisse ein, wo die Sache bis Februar 2003 anhängig blieb. Das bewirkte vor allem, dass eine ganze Reihe von neuen Wahlgesetzen verabschiedet wurde, die bekannte Probleme beheben sollten, darunter auch die erstmalige biometrische Erfassung von Wählern. 
In der Endphase der Präsidentschaft Chilubas und während der Präsidentschaft Mwanawasas kam es zu Abspaltungen aus dem MMD. Prominente innerparteiliche Dissidenten traten aus der Partei aus und gründeten eigene Parteien. Michael Sata gründete 2001 die Patriotic Front (PF), Anderson Mazoka 1998 die United Party for National Development (UPND) und Edith Nawakwi 2001 das Forum for Democracy and Development (FDD).
Bei den Wahlen in Sambia 2006, die von Beobachtern der SADC als fair bezeichnet wurden, verlor Hakainde Hichilema von der United Democratic Alliance zwar gegen Levy Mwanawasa, doch schien er sich als möglicher nächster Präsident von Sambia 2011 zu profilieren. Michael Sata war vor allem im urbanen Bereich erfolgreich. Mwanawasa errang seinen Sieg in ländlichen Gebieten, wo sein Kampf gegen Korruption und für die wirtschaftliche Konsolidierung des Landes die größte Anerkennung fand. Hatte er 2001 mit 28 Prozent gewonnen, so errang er diesmal 40 %.
Bei der vorgezogenen Präsidentschaftswahl in Sambia 2008 allerdings war es Rupiah Banda von der MMD, der mit 40 % der Stimmen den Sieg einfuhr. Seine Amtszeit dauerte bis zur nächsten turnusmäßigen Wahl 2011, als er sein Amt an Sata verlor.

## Bedeutungsverlust seit den Wahlen 2016
Bei der Parlamentswahl 2011 erhielt die MMD noch 55 Sitze (von 150) und wurde stärkste Oppositionspartei, 2016 fiel die Partei auf drei Mandate (von 156) zurück und 2021 gewann sie kein einziges Mandat mehr.